# Jakobi Meyers
Jakobi Meyers (Lithonia, 9 novembre 1996) è un giocatore di football americano statunitense che milita nel ruolo di wide receiver per i Las Vegas Raiders della National Football League (NFL).

## Carriera universitaria
Meyers, originario di Lithonia in Georgia, cominciò a giocare a football nella locale Arabia Mountain High School dove si mise in evidenza come quarterback dual-threat, ossia anche con capacità di corsa, venendo quindi valutato come un prospetto medio-alto (tre stelle su cinque) per il college football. Nel 2015 andò quindi a giocare per l'Università statale della Carolina del Nord (NC State) con i Wolfpack che militano nella Atlantic Coast Conference (ACC) della Divisione I della Football Bowl Subdivision (FBS) della NCAA.
Nel suo primo anno fu redshirt, ossia poteva allenarsi con la squadra senza disputare però partite ufficiali, nonché fu membro dello scout team ma soprattutto, sebbene inizialmente reclutato come quarterback, utilizzò questo periodo per convertirsi invece al ruolo di wide receiver. Entrato in squadra nel 2016, nella sua prima stagione mise a tabellino complessivamente solo 13 ricezioni per 158 yard e nessun touchdown. La stagione seguente giocò in 11 partite, 4 da titolare, realizzando 92 ricezioni per 1.047 yard e 5 touchdown, con tre gare in cui ebbe più di 100 yard ricevute. Nella stagione 2018 si ripeté con 168 ricezioni per 1.932 yard e nove touchdown in 12 presenze, 9 da titolare. Al termine di questa stagione Meyers annunciò di rinunciare al suo ultimo anno di eleggibilità al college per passare tra i professionisti.
Statistiche al college
| 2015   | NC State | FBS Div. I | ACC    | 0  | 0  | Redshirt | Redshirt | Redshirt | Redshirt | Redshirt | Redshirt | Redshirt |
| 2016   | NC State | FBS Div. I | ACC    | 13 | 0  | 13       | 158      | 12,2     | 32       | 0        |          |          |
| 2017   | NC State | FBS Div. I | ACC    | 11 | 4  | 63       | 727      | 11,5     | 71       | 5        |          |          |
| 2018   | NC State | FBS Div. I | ACC    | 12 | 9  | 92       | 1.047    | 11,4     | 39       | 4        |          |          |
| Totale | Totale   | Totale     | Totale | 36 | 13 | 168      | 1.932    | 11,5     | 71       | 9        |          |          |

Fonte: Football Database

## Carriera professionistica

### New England Patriots
Meyers non fu scelto nel corso del Draft NFL 2019 e il 27 aprile 2019 firmò da undrafted free agent con i New England Patriots un accordo triennale da 1,765 milioni di dollari.

#### Stagione 2019

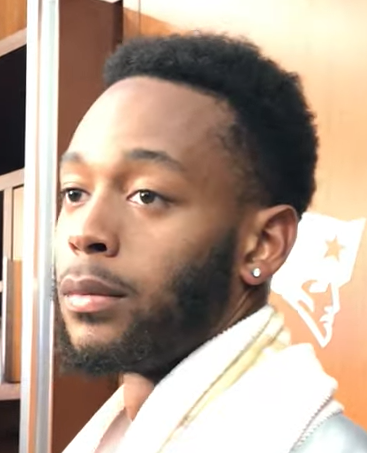
Meyers nel 2019

Debuttò nel primo turno contro i Pittsburgh Steelers facendo registrare una ricezione da 22 yard nella vittoria per 33–3. La sua stagione da rookie si concluse con 26 ricezioni per 359 yard.

#### Stagione 2020
Nella settimana 9 della stagione 2020, contro i New York Jets nel Monday Night Football, Meyers fece registrare un nuovo primato personale di 12 ricezioni per 169 yard, inclusa una presa da 20 yard che permise a Nick Folk di calciare il field goal della vittoria per 30–27 da 51 yard. Nel turno successivo contro i Baltimore Ravens guidò la squadra con 5 ricezioni per 59 yard e passò anche un touchdown da 24 yard al running back Rex Burkhead nella vittoria per 23–17.
Nella settimana 15 contro i Miami Dolphins ebbe 7 ricezioni per 111 yard nella sconfitta per 22–12. Nell'ultimo turno contro i Jets ebbe 5 ricezioni per 57 yard e un passaggio da touchdown per il quarterback Cam Newton, in un'azione identica a quella contro i Ravens.  Meyers concluse la sua seconda stagione con 59 ricezioni per 729 yard e, malgrado non fosse ancora riuscito a segnare il primo touchdown su ricezione in carriera, ne passò due.

#### Stagione 2021
Meyers segnò il suo primo touchdown su ricezione nella settimana 10 su un passaggio da 11 yard di Brian Hoyer nel quarto periodo della vittoria per 45-7 sui Cleveland Browns. Fino a quel momento, Meyers deteneva i record della NFL dell'era moderna per il maggior numero di ricezioni (134) e yard ricevute (1.560) per un giocatore che non avesse ancora segnato un touchdown. La seconda marcatura la fece registrare nella settimana 17 su un passaggio da 4 yard di Mac Jones, in una gara in cui ricevette tutti gli 8 passaggi lanciati nella sua direzione, per 73 yard totali contro i Jacksonville Jaguars. Dopo avere ricevuto 70 yard nell'ultimo turno contro i Miami Dolphins, Meyers concluse la sua terza annata con diversi primati personali, guidando la squadra in ricezioni (83) e yard ricevute (866).

#### Stagione 2022
Il 13 marzo 2022 i Patriots fecero una proposta contrattuale a Meyers per cui se avesse firmato con un'altra squadra, New England avrebbe dovuto ricevere una scelta del secondo giro del draft. Meyers firmò l'accordo del valore di 3,9 milioni di dollari il 13 giugno 2022.
Nel finale della gara della settimana 15 contro i Las Vegas Raiders, nell'ultima azione della partita, Meyers lanciò un passaggio laterale verso Mac Jones dopo avere ricevuto precedentemente il pallone dal compagno Rhamondre Stevenson. Il passaggio fu intercettato da Chandler Jones, che andò a segnare il touchdown della vittoria dei Raiders per 30-24. A fine partita, commentando la giocata, Meyers disse: “Stavo provando a fare troppo…a essere l'eroe, suppongo”.
Meyers concluse la stagione guidando la squadra con 67 ricezioni per 804 yard e 6 touchdown. Terminato il suo contratto con i Patriots divenne free agent.

### Las Vegas Raiders
Il 16 marzo 2023 Meyes firmò con i Las Vegas Raiders un contratto triennale del valore di 33 milioni di dollari.

#### Stagione 2023
Meyers debuttò con i Raiders il 10 settembre 2023 nella gara del primo turno, la vittoria 17-16 sui Denver Broncos, dove mise a tabellino nove ricezioni per 81 yard e due touchdown, la sua prima gara in carriera con più touchdown segnati, prima di uscire per un colpo alla testa subito da Kareem Jackson. Per il colpo subito Meyers fu inserito nel protocollo previsto dalla lega per monitorare un'eventuale commozione cerebrale, e saltò la successiva gara di settimana 2. Nelle gare dal quinto al settimo turno, rispettivamente contro Green Bay Packers, New England Patriots e Chicago Bears, Meyers andò sempre a tabellino segnando un touchdown su ricezione per partita.

## Statistiche

### Stagione regolare
| 2019   | NE     | 15 | 1  | 26  | 359   | 13,8 | 35 | 0  | 0 | 0   | 0,0  | 0 | 0 | 0 | 0 |
| 2020   | NE     | 14 | 9  | 59  | 729   | 12,4 | 35 | 0  | 2 | 9   | 4,5  | 7 | 0 | 1 | 1 |
| 2021   | NE     | 16 | 1  | 83  | 866   | 10,4 | 39 | 2  | 1 | 9   | 9,0  | 9 | 0 | 1 | 1 |
| 2022   | NE     | 14 | 13 | 67  | 804   | 12,0 | 48 | 6  | 2 | -11 | -5,5 | 7 | 0 | 2 | 2 |
| 2023   | LV     | 6  | 6  | 37  | 385   | 10,4 | 25 | 5  | 1 | 0   | 0,0  | 0 | 0 | 0 | 0 |
| Totale | Totale | 66 | 45 | 272 | 3.143 | 11,6 | 48 | 13 | 6 | 7   | 1,2  | 9 | 0 | 4 | 4 |

### Playoff
| 2019   | NE     | 0 | 0 | Non ha giocato | Non ha giocato | Non ha giocato | Non ha giocato | Non ha giocato | - | - | -   | - | - | - | - |
| 2021   | NE     | 1 | 1 | 6              | 40             | 6,7            | 19             | 0              | 0 | 0 | 0,0 | 0 | 0 | 0 | 0 |
| Totale | Totale | 1 | 1 | 6              | 40             | 6,7            | 19             | 0              | 0 | 0 | 0,0 | 0 | 0 | 0 | 0 |

Fonte: Football Database
Statistiche aggiornate alla settimana 7 della stagione 2023